# 朝倉氏
朝倉氏（あさくらし）は、但馬国を発祥とする氏族。越前国を拠点とし、後に発展して戦国大名となった越前朝倉氏が有名。藤原氏流等の朝倉氏もあるとされるが、別項にて扱う。

## 概要
但馬には、開化天皇の後裔とも孝徳天皇の後裔とも伝わる日下部氏が、平安時代から大武士団を形成し栄えていた。朝倉氏は、この日下部氏の流れをくむ氏族のひとつである。
朝倉氏の本貫は但馬国養父郡朝倉（兵庫県養父市八鹿町朝倉）である。但馬朝倉氏から分かれ越前に移った系統が越前朝倉氏である。越前朝倉氏は、越前国守護・斯波氏に仕えて、甲斐氏、織田氏に次ぐ斯波三守護代の第三席となり、後に朝倉氏自体が守護に任命されるようになって自立し、越前国を支配する戦国大名になった。
日下部氏の流れをくむ氏族は他に、山陰最大の守護大名・山名氏の家老職である太田垣氏・八木氏・田公氏などがある。とくに太田垣氏・八木氏は山名氏の分国の守護代を勤めて山陰道・山陽道で栄えた。

## 但馬朝倉氏
平安時代末期に日下部宗高が但馬国養父郡朝倉に住し、はじめて朝倉氏を称したとされる。
伝説では、宗高の子・朝倉高清は平家に与したことで鎌倉時代に領地を没収されたが、関東で誰も退治できなかった白猪を射て退治した功績により、源頼朝より領地の安堵と木瓜紋を賜ったとされる。その後、朝倉氏は朝倉城を築き、代々この城に拠った。通し字は「高」。
高清の長男・安高は八木氏を興し、次男の信高が朝倉氏を継いだが、承久の乱で信高は敗れた京方に付いたため朝倉氏は衰退した。このため八木安高の孫・高実が朝倉氏を継いだ。
室町時代には但馬守護の山名氏に仕えたが、戦国時代に織田信長に勝利した。

## 越前朝倉氏
越前朝倉氏は南北朝時代、足利氏の一族である斯波氏に仕えた朝倉広景から始まる。通字は「景（かげ）」。
次代の朝倉高景は斯波高経に仕えて、高経が守護に任じられた越前国に所領を与えられた。高経が室町幕府によって越前守護を追われて討伐された貞治の変の際には、幕府軍に寝返って所領を安堵されている。その後、外来の武士ながら越前国に定着して勢力を築いた。斯波氏が越前守護に復帰すると帰参するが、既に越前に勢力を築いていた朝倉氏の存在を斯波氏も無視する事は出来ず、室町時代に入ると、甲斐氏・織田氏とともに守護代に任ぜられるようになり、結城合戦では朝倉教景が大功を挙げ、将軍に覚えがめでたく天下にその名が轟くようになった。
室町時代後期に入ると、朝倉孝景（英林孝景）は守護代の甲斐常治とともに、主である斯波義敏と対立して長禄合戦を引き起こした。足利将軍家の家督争いなどから発展した応仁の乱では、山名宗全率いる西軍から細川勝元率いる東軍に寝返った。越前では甲斐氏を圧迫して国内をほぼ統一し、斯波氏に代わって越前国守護に取り立てられた。孝景は分国法である『朝倉敏景十七ヶ条』を制定し、戦国大名としての朝倉氏初代となった。
ただし、孝景は越前守護となったわけではなく、あくまで守護代である。このことは、氏景が越前守護代であった（朝倉氏は守護代の家系であった）ことからもわかる。また、斯波氏と朝倉氏が争っていたのは、越前守護職についてではなく越前国の支配権を持つか否か、将軍の直臣か否かであった。
軍記物『朝倉始末記』によると、孝景が1471年（文明3年）に一乗谷城を築いたとされる。近年では、15世紀前半には朝倉氏が一乗谷に移っていたとの見解が出されている。それ以前に朝倉氏が本拠としていた黒丸については、坂井郡三宅黒丸（現・福井県福井市三宅町）説のほか、足羽郡北庄黒丸（現・福井市中央）説がある。
旧主の斯波義敏が越前守護職を回復せんと朝倉氏の越前実効支配について幕府に異議を申し立てると、孝景は、かつて守護であった斯波義廉の子を鞍谷公方（足利義持の弟、足利義嗣の子・嗣俊を祖とする。足利将軍家の越前における分家、鞍谷御所と呼ばれて尊崇を集めていた。）の養子として足利義俊と名乗らせた上で、幕府の反対を押し切ってこの義俊を"名目上の越前国主"として擁立。越前守護の斯波氏に対抗した。ただし、後に鞍谷公方足利氏は朝倉氏の客将と化し、朝倉氏が名実ともに同国の大名となった（ただし、異説として鞍谷公方は後世の創作で、実は奥州斯波氏の嫡流に近い斯波氏の庶流で斯波氏宗家に準じた家格を持つ家であったとする説もある）。
戦国時代には早期から越前一国を安定的に支配し、その余勢で隣国の若狭、加賀、近江、美濃にも出兵した。謀反で殺された室町幕府第13代将軍・足利義輝の弟である足利義昭が落ち延びて来ると、第11代当主・朝倉義景はこれを庇護した。だが義昭を擁しての上洛はせず、代わってそれを実行した尾張国の織田信長が京都の政権を掌握した後に従うこともしなかった。義景は浅井長政らと同盟して信長と度々戦ったが、1573年（天正元年）に敗れて一乗谷を焼かれ、義景は自刃。戦国大名としての朝倉氏は滅んだ。
しかし、この時点で朝倉一族が属滅されたわけではなく、多くは信長に降伏して命を長らえた。朝倉景鏡、朝倉景健、朝倉景綱、朝倉景冬らは、城主として引き続き領地を統治した。彼らは織田軍ではなく一向一揆によって滅び去った。
越前朝倉氏の一族と称する朝倉在重が徳川家に仕え、子の宣正は徳川忠長の附家老・掛川城主になるが、忠長の改易に連座して宣正も改易となった。宣正の弟の家は江戸幕府旗本として存続した。

### 系譜（朝倉広景まで）
開化天皇 － 彦坐王 － 山代之大筒木真若王 － 船穂足尼 － 豊忍別乃君 － 島根尼君 － 太尼牟古乃君 － 阿毘古乃君 － 尾俣古乃君 － 身古乃君 － 阿加乃君 － 笠古乃君 － 日下部表米 － 荒嶋 － 治長 － 国富 － 国守 － 乙長 － 磯主 － 貞弥 － 利実 － 用樹 － 蕃在 － 親泰 － 広佐 － 佐晴 － 朝倉宗高 － 朝倉高清 － 八木安高 － 八木高吉 － 朝倉高実 － 朝倉高景 － 朝倉高資 － 朝倉広信 － 朝倉広景

### 越前朝倉氏歴代当主
- 朝倉広景【一】
- 朝倉高景【二】
- 朝倉氏景【三】（大功宗勳）
- 朝倉貞景【四】（大心宗忠）
- 朝倉教景【五】（心月宗覚）
- 朝倉家景【六】
- 朝倉孝景【七】（英林孝景）
- 朝倉氏景【八】
- 朝倉貞景【九】
- 朝倉孝景【十】（宗淳孝景）
- 朝倉義景【十一】

### 越前朝倉氏系図
（※ 不明な点も多く諸説あり）
```
開化天皇

 　：

日下部佐晴

 　┃

朝倉宗高

 　┃
　
高清

 　┣━━━━━┓
　
広信
　　　
八木安高

 　┃　　　　　┃
　
広景
1
　　 
八木氏へ

　 ┃
　
高景
2

　 ┃
　
氏景
3

　 ┃
　
貞景
4

　 ┣━━━━━━━━━━━━━━━━━━━━━━━━━━━━━━━━━━━━━━━━━━━━━━━━━━━━━━━━━━━┓
　
教景
5
 　　　　　　　　　　　　　　　　　　　　　　　　　　　　　　　　　　　　　　　　　　　　　　　　　　　　　　　　　
頼景

　 ┣━━━━━━━━━━━━━━━━━━━━━━━━━━━━━━━━━━━━━━━━━━━━━━━━━━━━━┓　　　　　┣━━┓
　
家景
6
 　　　　　　　　　　　　　　　　　　　　　　　　　　　　　　　　　　　　　　　　　　　　　　　　　　　
将景
　　　　
景頼
　
景隆

　 ┣━━━━━━━━━━━━━━━━━━━━━━━━━━━━━━━┳━━━┳━━━┳━━┳━━━┓　　　　　　┣━━┓　　┃　　┃

英林孝景
7
 　　　　　　　　　　　　　　　　　　　　　　　　　　　　
経景
　　与一　　
光玖
　
勝蔵坊
　
景冬
　　　　　
景正
　
景世
　
景継
　
景契

　 ┣━━━━┳━━┳━━┳━━┳━━┳━━┳━━━━━┓　　　　　┣━━━┓　　　：　　｜　　　┃　　　　　　┃　　┃　　┃　　┃
　
氏景
8
 　孫四郎　
景総
 
教景
A
　
時景
　
景儀
　
景明
　　　　
宗滴
　　　　
景職
　
祖心紹越
　
教景
A
 
景均
　　
景豊
　　　　　景忠　
景純
　
景種
　
景頼

　 ┃　　　　　　　┣━━┓　　　　　　　　┃　　　　　：　　　　　┃　　　　　　　　　　┃　　　┣━━━┓　　┃　　┃
　
貞景
9
 　　　　　余六　地蔵院　　　　　　
景純
　　　　
景紀
B
　　　 
景隆
　　　　　　　　　 某　 
九郎兵衛
 
春蘭軒
 
景富
　
義海

　 ┣━━━━┳━━┳━━┳━━┳━━┓　　┣━━┓　　┣━━┓　　┃　　　　　　　　　　┃　　　｜　　　：　　┃　　┃

宗淳孝景
10
　
景高
　
景郡
　
景紀
B
 
道郷
　
景延
　
景近
　
景尚
　
景垙
　
景恒
　
景健
　　　　　　　　　
景盛
　 
春蘭軒
　 
景嘉
　
景忠
　
景保

　 ┃　　　　┣━━┓　　┃　　┃　　┃　　｜　　　　　┃ 　　　　　　　　　　　  　　 　┃　　　：
　
義景
11
　　
景鏡
　
景垙
　 某　 
景綱
　
景尚
　　　　　　　七郎 　　　　　　　　　　　　　 　
景茂
　　
景嘉

 　┣━━━┓　　　┃　　┃　　┃　　　　　　　　　　　　　　　　　　　　　　　　　　　　　　　　　　　　　　　  

阿君丸
　
愛王丸
　　七郎　
道景
```

系譜関係がよくわかっていない一族
- 朝倉景宗
- 朝倉景連
- 朝倉景胤
- 朝倉景泰
- 朝倉景範
- 朝倉景行
- 朝倉道景
- 朝倉信景

### 主要家臣団
- 溝江景逸
- 青木景忠
- 宇野久重
- 魚住景貞
- 印牧広次
- 黒坂景久
- 小泉長利
- 栂野和泉守
- 堀江景用
- 堀江景忠
- 山崎吉家
- 魚住景固
- 真柄直隆
- 真柄直澄
- 河合吉統
- 富田長繁
- 前波景定
- 前波景当
- 前波吉継
- 鳥居景近
- 高橋景業
- 伊部某(?)：近年、一乗谷城遺跡の平井地区にある武家屋敷の井戸の中から木簡及び遺物出土。

## 守護か守護代か
かつては、朝倉孝景（栄林）や朝倉氏景は越前国の守護職に任じられたとされていた。しかし、『大乗院寺社雑事記』文明15年（1483年）4月30日条に「越前国守護代朝倉（氏景）のこと」とあること、守護となるにはそれ相応の家格が必要なこと、守護は一代限りではなく家に付随する職であること、孝景や氏景が幕府に訴えているのは守護職の追認ではなく家格向上の願いや越前一国の支配の認可であることなどから、彼らは越前守護となったわけではなく、あくまで守護代であったと判明している。朝倉氏が越前守護となったのは、御供衆や御相伴衆に加えられた朝倉孝景（宗淳）の時代である。

## 子孫
小田原の後北条氏家臣、または伊勢や遠江にも"朝倉氏"がいるが、越前朝倉氏との系図上の関係は資料に乏しい。小田原の朝倉氏は越前との関連がある、と伝わり、遠江に関しては旧主である斯波氏が守護を務めていたこともあり、ライバルであった甲斐氏同様に、同国にも一族が分かれている可能性はある。伊勢の朝倉氏も早期の分家と伝わり、家紋の同一性も見ることができる。ともあれ、広義の"朝倉一族"ではなく"戦国大名越前朝倉氏"の子孫伝承を考える場合には、これらの朝倉氏との誤認・自称などが考えられる。
- 越前朝倉氏滅亡後、越後国に朝倉愛王丸が落ち延びたという伝承が、また、出羽などにも子孫伝承が残るが、真偽は不明。
- 日本海側各所に一向宗と結びついた「朝倉末裔伝説」がパターン流布している。
- 渥美半島にも末裔伝説が残る。伊勢から渡ったとされている。
- 越後国の上杉謙信を頼り、朝倉家再興を果たそうとした朝倉景嘉がいるが、謙信の死により頓挫した。以降の動向は不明。
- 備後の鞆にいた足利義昭（実質的には毛利氏）を頼り朝倉家を再興しようと奔走した朝倉宮増丸、及び家督後継者と擬せられていた朝倉景忠がいるが、毛利氏と織田氏（織田信長）の中国戦線の激化などの影響により、不成功に終わった。以降の動向は不明。
- 江戸時代初期に、朝倉義景の子と伝わる信景が、江戸に本願寺派の一寺「朝倉山一乗院遍立寺」を開き、住職として生涯を全うしている。系図上は不明だが、朝倉氏の縁戚の本願寺と縁を持ち、江戸幕府の足元にて実在したらしい人物である。
- 英林孝景の次男・秀景の孫と称する朝倉政元は、後北条氏、豊臣秀次、徳川家康、徳川頼宣、徳川頼房と仕えた。政元の子・政明は徳川秀忠に仕え、500石の旗本として存続した。
- 左衛門少尉として朝廷に仕えた朝倉為央は朝倉義景の6代孫を自称した[8]。
- 徳川家康家臣 → 家光弟で駿府藩主徳川忠長の附家老 → 同家改易後、古河藩土井氏預かり → 同藩家臣、と続いた朝倉氏（朝倉宣正系）がいる。朝倉景鏡の甥とされるが、父親の動向等に不明な点が多く、越前朝倉氏との関連は確定ではない（北条家臣、もしくは伊勢、遠江の朝倉氏等の系統か? 今川氏との関連など、朝倉在重の項目参照。）。
- 幕末の小幡藩（現在の群馬県甘楽郡甘楽町小幡）の藩士に、朝倉良則なる人物がいた。家紋は三盛木瓜。家禄は50石。越前朝倉氏との関連は不明。しかし、群馬県富岡市龍光寺にある墓にははっきりと三盛木瓜の家紋と小幡藩士族であった旨記載あり。家紋と名字の共通点から、祖先において何らかの関連があると思われる。小幡藩士朝倉氏の子孫には、日本泌尿器学会初代会長の朝倉文三（朝倉良則の次男）などがいる。その他小幡藩士朝倉良則の子孫は現在も群馬県内に居住しており、現在も三盛木瓜を家紋として用いている。小幡藩士朝倉良則については『群馬県史』（資料編９）所収の小幡藩「藩中分限帳」や朝倉文三関係の資料に記載あり。
- 江戸時代初期に武蔵国稲城の長沼村と大丸村を領した旗本に朝倉豊明がいるが、越前朝倉との関連など、どの系統に属するのかは不明。
- 土佐国に早期に分かれた分家（朝倉友景系）と称する朝倉氏が残る。
- 早期に朝倉氏から分かれたと考えられている溝江氏は、越前朝倉氏滅亡後に織田信長に従うが、一向一揆に敗北して一族の多くが自害し、没落する。後に溝江長氏が豊臣秀吉に馬廻として仕え、のち1万石で旧領復帰したが、子の溝江長晴は関ヶ原の戦いで西軍に所属したため改易され、浪人を経て井伊直孝の家臣となる。子孫は彦根藩士として続いた。
- 会津藩士（江戸時代後期～幕末）にも「朝倉興八郎日下部存恒（ありつね）」なる朝倉義景時代からの分家系統がある。
- 水戸藩には、朝倉時景 - 之景系と称する後北条氏家臣の朝倉氏が藩士として存続した。子孫の伝承によれば、備前国に移住した系統と、水戸藩士になった系統がある、と伝わり、幕末水戸藩の天狗党の乱に参加した朝倉源太郎（朝倉景行）は同系統の子孫と称する[9]。　また、源太郎の弟の朝倉三四郎（景敏）は元治元年（1864年）江戸から松平頼徳に随い、各地を転戦。西上軍にも加わり、慶応元年（1865年）2月23日、越前敦賀にて斬首となった。享年19。従五位を贈位され靖国神社に合祀された[10]。
- 薩摩藩にも朝倉氏がいる。系統は不明だが、御側用人を務めた「朝倉孫十郎景矩」の名乗りなど、越前朝倉氏との関係も考えられる。徳川13代将軍御台所天璋院に仕えた老女幾島はこの家の出身と考えられる。「朝倉孫十郎」は朝倉貞景の子の朝倉景延の名乗りでもあり、「孫（数字）郎」は越前朝倉氏の名乗りとして例が多い。
- 岐阜県中津川市にある真宗大谷派の西生寺は、越前朝倉氏一門の「朝倉周興」が開基した寺院で、一乗谷の草庵を去り飛驒高山・中山道・美濃街道を経て中津川宿に入ったとされる。